# Felipe Nasr
Pour les articles homonymes, voir Nasr.
Felipe Nasr, né le 21 août 1992 à Brasilia (Brésil), est un pilote automobile brésilien. En 2015, il obtient sa première titularisation en Formule 1 dans l'écurie suisse Sauber.

## Biographie
Ancien membre du Red Bull Junior Team, Nasr quitte l'académie en 2009 faute de résultats probants,.

### 2014: GP2 et pilote d'essai chez Williams
En février 2014, il devient pilote d'essais de l'écurie Williams F1 Team au côté de Susie Wolff ; il y apporte le soutien financier de Banco do Brasil.

### 2015: première saison en Formule 1 avec Sauber

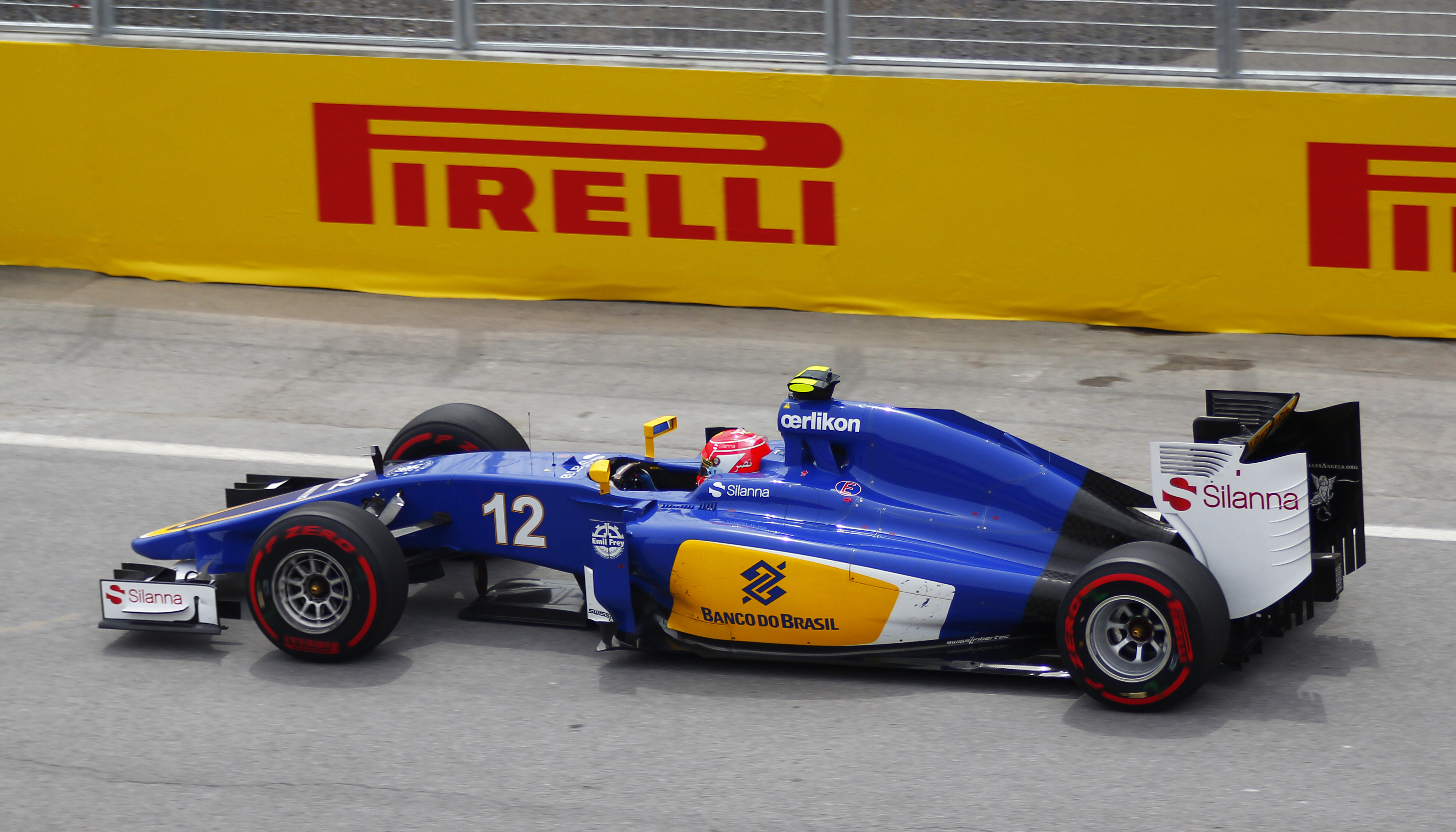
Felipe Nasr - Grand Prix du Canada- 7 juin 2015

Pour son premier week-end de Grand Prix, à Melbourne, il se place onzième sur la grille de départ et termine cinquième de la course.

### Résultats en championnat du monde de Formule 1
| Saison | Écurie         | Châssis | Moteur     | Pneus   | GP disputés | Pole positions | Victoires | Podiums | Points inscrits | Classement |
| ------ | -------------- | ------- | ---------- | ------- | ----------- | -------------- | --------- | ------- | --------------- | ---------- |
| 2015   | Sauber F1 Team | C34     | Ferrari V6 | Pirelli | 19          | 0              | 0         | 0       | 27              | 13e        |
| 2016   | Sauber F1 Team | C35     | Ferrari V6 | Pirelli | 21          | 0              | 0         | 0       | 2               | 17e        |

| Saison        | Écurie         | Châssis    | Moteur     | Pneus | Courses | Courses | Courses | Courses | Courses | Courses  | Courses | Courses | Courses | Courses | Courses | Courses  | Courses | Courses  | Courses | Courses  | Courses  | Courses | Courses | Courses | Courses | Points inscrits | Classement |
| Saison        | Écurie         | Châssis    | Moteur     | Pneus | 1       | 2       | 3       | 4       | 5       | 6        | 7       | 8       | 9       | 10      | 11      | 12       | 13      | 14       | 15      | 16       | 17       | 18      | 19      | 20      | 21      | Points inscrits | Classement |
| ------------- | -------------- | ---------- | ---------- | ----- | ------- | ------- | ------- | ------- | ------- | -------- | ------- | ------- | ------- | ------- | ------- | -------- | ------- | -------- | ------- | -------- | -------- | ------- | ------- | ------- | ------- | --------------- | ---------- |
| 2015          | Sauber F1 Team | Sauber C34 | Ferrari V6 | P     | AUS 5e  | MAL 12e | CHI 8e  | BHR 12e | ESP 12e | MON 9e   | CAN 16e | AUT 11e | GBR Np  | HON 11e | BEL 11e | ITA 13e  | SIN 10e | JPN 20e  | RUS 6e  | USA 9e   | MEX Abd. | BRE 13e | ABU 15e | -       | -       | 27              | 13e        |
| 2016          | Sauber F1 Team | Sauber C35 | Ferrari V6 | P     | AUS 15e | BHR 14e | CHI 20e | RUS 16e | ESP 15e | MON Abd. | CAN 18e | EUR 12e | AUT 13e | GBR 15e | HON 17e | ALL Abd. | BEL 17e | ITA Abd. | SIN 13e | MAL Abd. | JPN 19e  | USA 15e | MEX 15e | BRE 9e  | ABD 16e | 2               | 17e        |
| Légende : ici |                |            |            |       |         |         |         |         |         |          |         |         |         |         |         |          |         |          |         |          |          |         |         |         |         |                 |            |

## Résultats aux 24 Heures du Mans
| Année | Équipe                 | Coéquipiers                         | Voiture      | Catégorie | Tours | Pos. | Class Pos. |
| ----- | ---------------------- | ----------------------------------- | ------------ | --------- | ----- | ---- | ---------- |
| 2018  | Cetilar Villorba Corse | Roberto Lacorte Giorgio Sernagiotto | Dallara LMP2 | LMP2      | 342   | 19e  | 11e        |
| 2021  | Risi Competizione      | Ryan Cullen Oliver Jarvis           | Oreca 07     | LMP2      | 275   | Nc   | Nc         |

## Palmarès
- 2008 : Formule BMW Amérique 10e.
- 2009 : Formule BMW Europe, Champion avec 6 pole positions, 5 victoires, 14 podiums et 6 meilleurs tours.
- 2009 : Formule BMW Pacifique, 3 courses.
- 2010 : Championnat de Grande-Bretagne de Formule 3, 5e et Grand Prix de Macao de Formule 3 11e.
- 2011 : Championnat de Grande-Bretagne de Formule 3, avec l'écurie Carlin Motorsport, Champion avec 3 Pole Positions, 7 victoires, 12 podiums et 5 meilleurs tours.
- 2012 : 24 Heures de Daytona, 3e avec Michael Shank Racing[4].
- 2012 : GP2 Series avec DAMS, 10e avec 95 points.
- 2013 : GP2 Series avec Carlin Motorsport, 4e avec 154 points.
- 2014 : GP2 Series avec Carlin Motorsport, 3e avec 224 points.
- 2015 : Formule 1 avec Sauber, 13e avec 27 points.
- 2016 : Formule 1 avec Sauber, 17e avec 2 points.
- 2019 : Formule E avec Geox Dragon.
- 2024 : 24 Heures de Daytona, vainqueur avec Porsche Penske Motorsport.